# Terrell Brandon
Thomas Terrell Brandon (Portland, 20 maggio 1970) è un ex cestista statunitense, professionista nella NBA.

## Carriera
Dopo aver frequentato la University of Oregon, fu selezionato nel Draft NBA 1991 con l'undicesima chiamata assoluta dai Cleveland Cavaliers.
Brandon ha speso le prime sei stagioni della sua carriera nella città dell'Ohio, venendo convocato per rappresentare la squadra dell'Est nelle edizioni 1996 e 1997 dell'NBA All Star Game: durante quegli anni, era considerato uno dei migliori playmaker della lega, tanto che la prestigiosa rivista Sports Illustrated gli dedicò un articolo, nel 1997, intitolato "The Best Point Guard in the NBA".
Nell'estate del 1997, passò ai Milwaukee Bucks, in uno scambio che fece molto parlare, in quanto cambiarono maglia anche altri due All Star di quegli anni, ovvero Shawn Kemp e Vin Baker, passati rispettivamente a Cleveland ed a Seattle. A metà della stagione 1998-1999, venne nuovamente coinvolto in uno scambio a tre squadre: finì stavolta con la squadra dei Minnesota Timberwolves, con Sam Cassell che lo sostituì alla guida dei Bucks e Stephon Marbury che si accasò nel New Jersey. Coi T'wolves mantenne alti standard, ma nella stagione 2001-2002 venne limitato da infortuni che si sarebbero poi rilevati talmente gravi da costringerlo al ritiro: messo in lista infortunati il 13 febbraio 2002 dai Wolves, infatti, non rientrò più nel roster attivo.
Nell'estate 2003, per meri motivi di salary cap, venne anche ceduto agli Atlanta Hawks, venendo tagliato dalla squadra il 17 febbraio 2004, due anni dopo aver giocato la sua ultima partita. Ha annunciato il ritiro il 9 marzo 2004, chiudendo la carriera con medie di 13,8 punti, 3 rimbalzi, 6,1 assist e 1,58 recuperi a gara.
Dal 2006 fa parte della "Oregon Sports Hall of Fame".

## Statistiche

### College
| Anno      | Squadra      | PG | PT | MP   | TC%  | 3P%  | TL%  | RP  | AP  | PRP | SP  | PP   |
| --------- | ------------ | -- | -- | ---- | ---- | ---- | ---- | --- | --- | --- | --- | ---- |
| 1989-1990 | Oregon Ducks | 29 | -  | 36,8 | 47,4 | 43,6 | 75,2 | 3,7 | 6,0 | 1,8 | 0,1 | 17,9 |
| 1990-1991 | Oregon Ducks | 28 | 28 | 39,6 | 49,1 | 33,6 | 85,0 | 3,6 | 5,0 | 2,3 | 0,1 | 26,6 |
| Carriera  | Carriera     | 57 | 28 | 38,2 | 48,4 | 38,0 | 81,0 | 3,6 | 5,5 | 2,0 | 0,1 | 22,2 |

### NBA

#### Regular Season
| Anno      | Squadra             | PG  | PT  | MP   | TC%  | 3P%  | TL%  | RP  | AP  | PRP | SP  | PP   |
| --------- | ------------------- | --- | --- | ---- | ---- | ---- | ---- | --- | --- | --- | --- | ---- |
| 1991-1992 | Cleveland Cavaliers | 82  | 9   | 19,6 | 41,9 | 4,3  | 80,6 | 2,0 | 3,9 | 1,0 | 0,3 | 7,4  |
| 1992-1993 | Cleveland Cavaliers | 82  | 8   | 19,8 | 47,8 | 31,0 | 82,5 | 2,2 | 3,7 | 1,0 | 0,3 | 8,8  |
| 1993-1994 | Cleveland Cavaliers | 73  | 10  | 21,2 | 42,0 | 21,9 | 85,8 | 2,2 | 3,8 | 1,2 | 0,2 | 8,3  |
| 1994-1995 | Cleveland Cavaliers | 67  | 41  | 29,3 | 44,8 | 39,7 | 85,5 | 2,8 | 5,4 | 1,6 | 0,2 | 13,3 |
| 1995-1996 | Cleveland Cavaliers | 75  | 75  | 34,3 | 46,5 | 38,7 | 88,7 | 3,3 | 6,5 | 1,8 | 0,4 | 19,3 |
| 1996-1997 | Cleveland Cavaliers | 78  | 78  | 36,8 | 43,8 | 37,3 | 90,2 | 3,9 | 6,3 | 1,8 | 0,4 | 19,5 |
| 1997-1998 | Milwaukee Bucks     | 50  | 48  | 35,7 | 46,4 | 33,3 | 84,6 | 3,5 | 7,7 | 2,2 | 0,3 | 16,8 |
| 1998-1999 | Milwaukee Bucks     | 15  | 14  | 33,7 | 40,9 | 25,0 | 83,9 | 3,5 | 6,9 | 1,6 | 0,2 | 13,5 |
| 1998-1999 | Minnesota T'wolves  | 21  | 20  | 33,9 | 42,5 | 26,3 | 83,0 | 3,9 | 9,8 | 1,9 | 0,3 | 14,2 |
| 1999-2000 | Minnesota T'wolves  | 71  | 71  | 36,4 | 46,6 | 40,2 | 89,9 | 3,4 | 8,9 | 1,9 | 0,4 | 17,1 |
| 2000-2001 | Minnesota T'wolves  | 78  | 78  | 36,2 | 45,1 | 36,3 | 87,1 | 3,8 | 7,5 | 2,1 | 0,3 | 16,0 |
| 2001-2002 | Minnesota T'wolves  | 32  | 28  | 30,1 | 42,5 | 17,4 | 98,8 | 2,9 | 8,3 | 1,6 | 0,2 | 12,4 |
| Carriera  | Carriera            | 724 | 480 | 29,8 | 44,8 | 35,5 | 87,3 | 3,0 | 6,1 | 1,6 | 0,3 | 13,8 |

#### Playoffs
| Anno     | Squadra             | PG | PT | MP   | TC%  | 3P%  | TL%  | RP  | AP  | PRP | SP  | PP   |
| -------- | ------------------- | -- | -- | ---- | ---- | ---- | ---- | --- | --- | --- | --- | ---- |
| 1992     | Cleveland Cavaliers | 12 | 0  | 13,1 | 40,0 | 0,0  | 75,0 | 1,8 | 2,5 | 0,3 | 0,1 | 3,9  |
| 1993     | Cleveland Cavaliers | 8  | 0  | 16,5 | 43,5 | 40,0 | 100  | 2,1 | 2,1 | 0,9 | 0,4 | 6,4  |
| 1994     | Cleveland Cavaliers | 3  | 0  | 18,7 | 63,2 | -    | 66,7 | 1,3 | 1,7 | 0,3 | 0,0 | 8,7  |
| 1996     | Cleveland Cavaliers | 3  | 3  | 41,7 | 44,7 | 33,3 | 86,7 | 3,0 | 8,0 | 1,3 | 0,3 | 19,3 |
| 1999     | Minnesota T'wolves  | 4  | 4  | 40,3 | 44,9 | 60,0 | 92,3 | 7,5 | 7,0 | 2,3 | 0,5 | 19,3 |
| 2000     | Minnesota T'wolves  | 4  | 4  | 40,5 | 50,8 | 36,4 | 90,9 | 5,8 | 8,5 | 0,8 | 0,0 | 19,5 |
| 2001     | Minnesota T'wolves  | 4  | 4  | 38,3 | 43,5 | 44,4 | 100  | 4,3 | 6,3 | 1,0 | 0,5 | 15,3 |
| Carriera | Carriera            | 38 | 15 | 24,9 | 45,7 | 38,1 | 89,7 | 3,2 | 4,3 | 0,8 | 0,2 | 10,5 |

## Palmarès
- NBA All-Rookie Second Team (1992)
- 2 volte NBA All-Star (1996, 1997)